# Генрі Стюарт, герцог Глостерський
Генрі Стюарт, герцог Глостерський (англ. Henry Stuart, Duke of Gloucester), також відомий як Генрі Отлендський (англ. Henry of Oatlands, 8 липня 1640 — 13 вересня 1660, Вестмінстер, Великий Лондон, Англія) — англійський і шотландський принц, молодший син короля Карла I і Генрієтти Марії Французької.
З дворічного віку Генрі разом з сестрою Єлизаветою був розлучений з родиною в ході Англійської революції і був бранцем парламенту. Протягом декількох років дітей постійно перевозили з однієї резиденції в іншу через чуму, що бушувала в Лондоні. Також їм періодично змінювали гувернанток і опікунів на більш лояльних до уряду. У 1645 році до Генрі і Єлизаветі приєднався їх старший брат Джеймс, герцог Йоркський, який опинився в складному фінансовому становищі. У 1647 році був заарештований король Карл I, і протягом 1647—1648 років йому дозволили кілька разів побачитися з дітьми. У квітні 1648 року Джеймс втік з країни; ймовірно, планувалося, що він забере з собою і Генрі, однак Єлизавета побоялася відпустити молодшого брата. Коли в 1649 році короля засудили до смертної кари, він, побоюючись того, що Генрі проголосять королем і зроблять маріонеткою уряду, взяв з восьмирічного сина клятву ні за що не брати корону, поки живі обидва його старших брата.
Після страти Карла I Шотландія проголосила своїм королем його старшого сина Карла II. Влітку 1650 він висадився в Шотландії, що спонукало парламент відіслати дітей покійного короля в замок Карісбрук на острові Вайт, де раніше був заточений їх батько. Перед від'їздом в Карісбрук Генрі і Єлизавету позбавили всіх титулів і привілеїв. Незабаром після прибуття на острів Вайт у вересні 1650 року сестра Генрі, яка з дитинства мала слабке здоров'я, захворіла і померла. Генрі залишався в Карісбруці до наступного року, коли з дозволу Кромвеля поїхав до сестри Марії в Нідерланди, звідки на запрошення матері відбув в Париж. З Генріеттою Марією, з якою принц не бачився одинадцять років, у Генрі стосунки не склалися: принц був затятим протестантом, а його мати — непримиренною католичкою. Генрієтта Марія, всупереч волі покійного чоловіка і старшого сина, спробувала звернути Генрі в католицтво, однак це тільки остаточно зіпсувало їх відносини. Генрі поїхав до брата Карла в Кельн. У 1657 році принц разом з братом Джеймсом воював на боці іспанців проти Франції. У травні 1659 Карл II повернув брату титул герцога Глостерського, якого Генрі був позбавлений парламентом в 1650 році, і дарував титул графа Кембриджа.
Після реставрації монархії в Англії в 1660 році Генрі супроводжував брата під час повернення на батьківщину. Тут Генрі отримав ряд призначень, однак ще до коронації Карла II він заразився віспою і помер. Він був похований в склепі Марії Стюарт в Вестмінстерському абатстві, де кілька тижнів по тому упокоїлася і його старша сестра Марія, що також померла від віспи.